# The Meaning of Love (singolo Michelle McManus)
The Meaning of Love è il secondo singolo della cantante pop scozzese Michelle McManus.

Il singolo è stato pubblicato il 26 gennaio 2004 ed è l'ultimo estratto dal suo album di debutto, che si chiama appunto The Meaning of Love.

Questo singolo ottenne meno successo rispetto al precedente All This Time riuscendo a raggiungere la #16 in Regno Unito e la #29 in Irlanda.

## Tracce
1. "The Meaning Of Love"
2. "Believe"
3. "Tell Me Now"
4. "The Meaning Of Love" (Videoclip)
5. "Exclusive Footage From Album Launch Day" (Videoclip)

## Classifiche
| Chart (2003)           | Posizione |
| ---------------------- | --------- |
| Official Singles Chart | 16        |
| Irlanda                | 29        |